# جوما شابانی
جوما شابانی (انگلیسی: Djuma Shabani؛ زادهٔ ۱۶ مارس ۱۹۹۳) بازیکن فوتبال است.
از باشگاه‌هایی که در آن بازی کرده‌است می‌توان به باشگاه فوتبال ویتا اشاره کرد.
وی همچنین در تیم ملی فوتبال جمهوری کنگو بازی کرده‌است.